# Hepaticopsida
Hepaticopsida (sinonim: Hepaticae), biljni razred u diviziji Bryophyta za koje se vjeruje da dijele zajedničko porijeklo s zelenim algama (Chlorophyta) a čine prvi prijelaz biljaka iz mora na kopno prije nekih 400 milijuna godina. 
Raširene su od Arktika pa do tropa, a sastoje se od 4 reda s 9 porodica i nekih 8 500 vrsta, a veličina im varira od 1 mm do 50 mm ili više, poglavito po vlažnim staništima. U nju se ponekad klasificiraju redovi: Sphaerocarpales; Marchantiales; Metzgeriales; Jungermanniales; Calobryales i Takakiales.